# K. Neeroeteren FC
Koninklijke Neeroeteren FC is een Belgische voetbalvereniging uit Neeroeteren. De club met stamnummer 2426 speelt in oranje-zwarte tenues.

## Geschiedenis
De club werd opgericht in 1936. In 2006 fuseerde de club met Maaseik FC in K Real Neeroeteren-Maaseik FC, en speelde verder met het stamnummer 2426 van Neeroeteren. In 2015 werd de club terug hernoemd naar K. Neeroeteren F.C. In 2018/19 schreef men één seizoen een vrouwenelftal in.
De vereniging speelt in de vierde provinciale. In de recente geschiedenis speelde men nog op het hoogste provinciale niveau. De club heeft geen jeugdelftallen. In medio 2023 was er even twijfel over het voortbestaan van de club. Twee weken later werd er echter een doorstart gemaakt. . De doelstelling van het nieuwe bestuur was om niet enkel een eerste ploeg in competitie te brengen. Ook richtte men zich op 3 jeugdelftallen. In het eerste seizoen na de doorstart werd dit enkel een reserve-elftal.

## Resultaten
| Seizoen                                                | Klasse | Klasse | Klasse | Klasse | Klasse | Klasse | Klasse | Klasse | Klasse | Reeks                                                    | Punten                                                   | Opmerkingen |
|                                                        | I      | I      | II     | III    | IV     | P.I    | P.II   | P.III  | P.IV   |                                                          |                                                          | |
| ------------------------------------------------------ | ------ | ------ | ------ | ------ | ------ | ------ | ------ | ------ | ------ | -------------------------------------------------------- | -------------------------------------------------------- | --- |
| 2004/05                                                |        |        |        |        |        |        | 2      |        |        | Tweede Prov. Lim. B                                      | 54                                                       | Verloren in promotie-eindronde                                                                                              |
| Fusie met Maaseik FC tot Eendracht Neeroeteren-Maaseik |        |        |        |        |        |        |        |        |        |                                                          |                                                          | |
| 2005/06                                                |        |        |        |        |        |        | 1      |        |        | Tweede Prov. Lim. B                                      | 59                                                       | Kampioen |
| Naamsverandering naar K. Real Neeroeteren-Maaseik FC   |        |        |        |        |        |        |        |        |        |                                                          |                                                          | |
| 2006/07                                                |        |        |        |        |        | 14     |        |        |        | Eerste Prov. Lim.                                        | 27                                                       | Degradatie |
| 2007/08                                                |        |        |        |        |        |        | 11     |        |        | Tweede Prov. Lim. A                                      | 34                                                       | |
| 2008/09                                                |        |        |        |        |        |        | 4      |        |        | Tweede Prov. Lim. A                                      | 54                                                       | |
| 2009/10                                                |        |        |        |        |        |        | 5      |        |        | Tweede Prov. Lim. A                                      | 50                                                       | |
| 2010/11                                                |        |        |        |        |        |        | 2      |        |        | Tweede Prov. Lim. B                                      | 55                                                       | Gewonnen in promotie-eindronde tegen Turkse FC Beringen (3-2 in tot.), vervolgens verloren tegen KVK Beringen (1-3 in tot.) |
| 2011/12                                                |        |        |        |        |        |        | 9      |        |        | Tweede Prov. Lim. A                                      | 42                                                       | |
| 2012/13                                                |        |        |        |        |        |        | 11     |        |        | Tweede Prov. Lim. A                                      | 34                                                       | |
| 2013/14                                                |        |        |        |        |        |        | 13     |        |        | Tweede Prov. Lim. A                                      | 40                                                       | Verloren in degradatie-eindronde tegen Park FC Houthalen (2-3), niet gedegradeerd                                           |
| 2014/15                                                |        |        |        |        |        |        | 16     |        |        | Tweede Prov. Lim. A                                      | 18                                                       | Degradatie |
| Naamsverandering naar K. Neeroeteren FC                |        |        |        |        |        |        |        |        |        |                                                          |                                                          | |
| 2015/16                                                |        |        |        |        |        |        |        | 16     |        | Derde Prov. Lim. B                                       | 1                                                        | Degradatie |
|                                                        | 1A     | 1B     | 1Am    | 2Am    | 3Am    | P.I    | P.II   | P.III  | P.IV   | Vanaf 2016-17 zijn er 3 nationale en 2 regionale niveaus | Vanaf 2016-17 zijn er 3 nationale en 2 regionale niveaus | Vanaf 2016-17 zijn er 3 nationale en 2 regionale niveaus                                                                    |
| 2016/17                                                |        |        |        |        |        |        |        |        | 12     | Vierde Prov. Lim. D                                      | 23                                                       | Degradatie |
| 2017/18                                                |        |        |        |        |        |        |        |        | 16     | Vierde Prov. Lim. C                                      | 15                                                       | |
| 2018/19                                                |        |        |        |        |        |        |        |        | 1      | Vierde Prov. Lim. C                                      | 79                                                       | Kampioen |
| 2019/20                                                |        |        |        |        |        |        |        | 13     |        | Derde Prov. Lim. A                                       | 24                                                       | Seizoen vroegtijdig stopgezet                                                                                               |
| 2020/21                                                |        |        |        |        |        |        |        | 14     |        | Derde Prov. Lim. B                                       | 3                                                        | Seizoen geschrapt wegens de Coronacrisis                                                                                    |
| 2021/22                                                |        |        |        |        |        |        |        | 15     |        | Derde Prov. Lim. B                                       | 22                                                       | Degradatie |
| 2022/23                                                |        |        |        |        |        |        |        |        | 6      | Vierde Prov. Lim. C                                      | 38                                                       | |
| 2023/24                                                |        |        |        |        |        |        |        |        | 13     | Vierde Prov. Lim. D                                      | 13                                                       | |
| 2024/25                                                |        |        |        |        |        |        |        |        | 8      | Vierde Prov. Lim. D                                      | 38                                                       | |
| 2025/26                                                |        |        |        |        |        |        |        |        |        | Vierde Prov. Lim. D                                      |                                                          | |

## Website
- Eigen website